# 今園国映

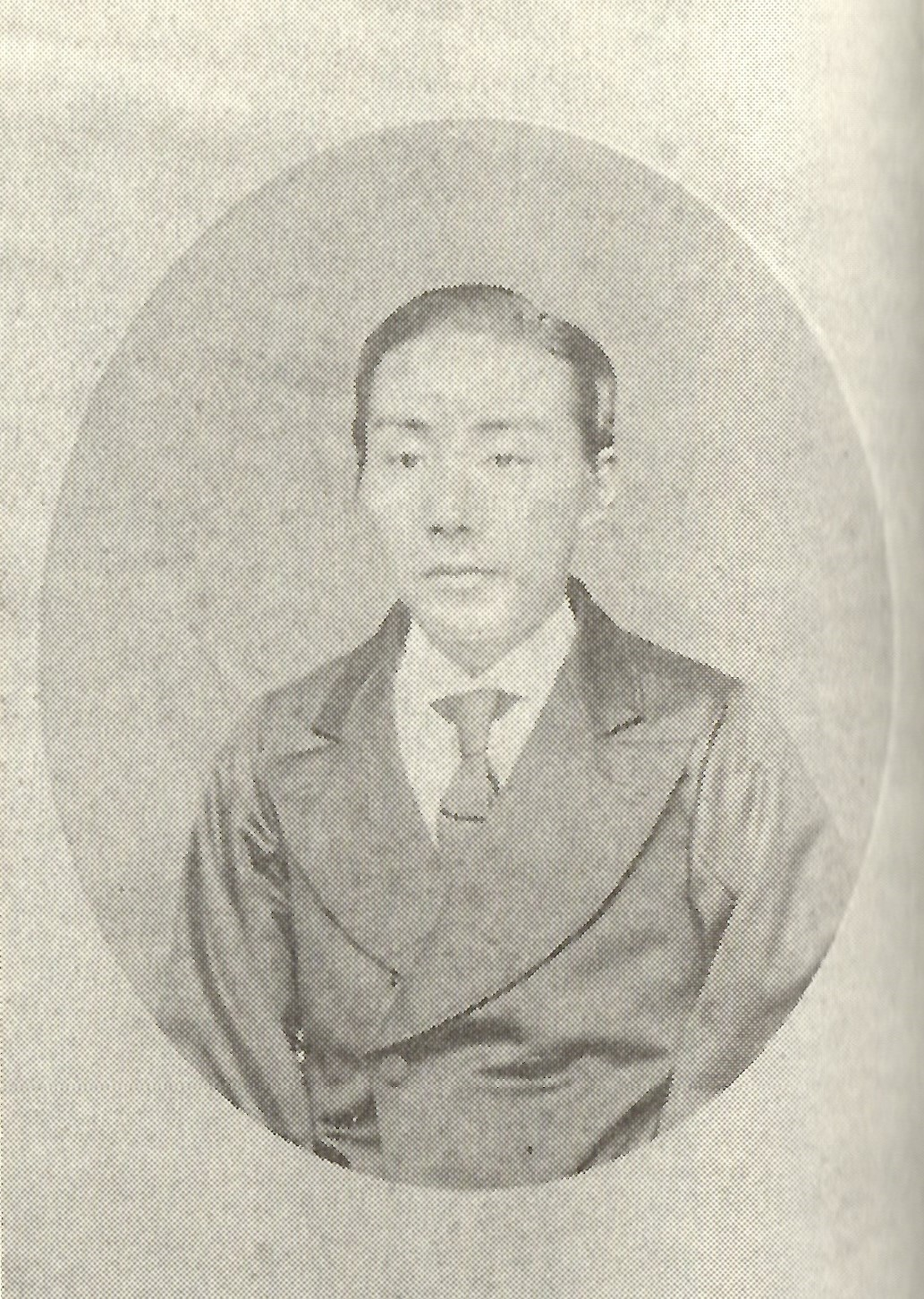
今園国映

今園 国映（いまぞの くにてる、嘉永4年5月25日（1851年6月24日） - 明治26年（1893年）4月12日）は、日本の華族。坊城俊政の次男で宮内大輔芝山国典養子。興福寺聖賢院住職。

## 経歴
文化2年（1862年）仏門に入り、奈良興福寺塔頭賢聖院の法嗣として入り、慶応4年（1868年）正月に同院を相続した。しかし同年4月に堂上家出身の門跡および諸院家は還俗を命ぜられ、明治2年11月華族に列し今園家を創建した。1874年（明治7年）から1892年（明治25年）まで、土師神社（現道明寺天満宮）の宮司を務めた。1875年（明治8年）華族となり、1884年（明治17年）7月8日、男爵を叙爵した。
1891年（明治24年）12月19日、貴族院男爵議員に選出され、死去するまで在任した。墓所は金戒光明寺。

## 親族
- 妻セイ（1859年年生）大阪士族・高瀧小藤治（小藤太）の娘。[2][7][8]
- 長男 今園国貞（貴族院男爵議員）[9]
- 二男 紀俊忠（男爵紀俊秀娘富美子婿）
- 娘智子（1877年生）男爵有馬頼多と離婚後、黒田直綱の妻となる。有馬との娘・千賀子は離婚後今園家が引き取って祖母セイの養子となり、のち松岡一衛に嫁ぐ。
- 娘文子（1889年生）子爵竹内惟忠の弟・竹内茂（1883年生）の妻[2][10]